# Vojka
Vojka je žensko osebno ime.

## Izvor imena
Ime Vojka je lahko ženska oblika imena Vojko ali tvorjenka na -ka iz skrajšanih zloženih ženskih imen s sestavo voj npr. Vojislava, Vojimira, Vojmira, Vojslava.

## Različice imena
Voja, Vojana, Vojanka, Vojeslava, Vojica, Vojimira, Vojina, Vojinka, Vojslava, Vojislava, Vojkica, Vojna, Vojteha

## Pogostost imena
Po podatkih Statističnega urada Republike Slovenije je bilo na dan 31. decembra 2007 v Sloveniji število ženskih oseb z imenom Vojka: 342.

## Osebni praznik
V koledarju je ime Vojka uvrščeno k imenoma Vojteh (Voteh, škof in mučenec, † 23.apr. 997), ki goduje 23. aprila in Gverin (Gverin, italijanski škof, † 6.feb. 1159), ki goduje 6. februara.